# گلچین گیلانی
سید مجدالدین میرفخرایی، متخلص به گلچین گیلانی، (۱۱ دی ۱۲۸۸ در سبزه میدان رشت - ۲۹ آذر ۱۳۵۱ در لندن) از سرایندگان شعر نو به فارسی است. مشهورترین اثر او، شعر «باز باران با ترانه» است.

## زندگی و فعالیت
گلچین گیلانی در ۱۱ دی ۱۲۸۸ در محله سبزه‌میدان رشت به دنیا آمد. پدرش، سید مهدی میرفخرایی، زادهٔ تفرش و مدتی فرماندار قم و سبزوار بود. مجدالدین تحصیلات مقدماتی را در زادگاهش و متوسطه را در تهران به پایان رسانید و در رشتهٔ فلسفه و علوم تربیتی موفق به اخذ لیسانس شد. سپس به انگلستان رفت و در رشتهٔ طب به دریافت درجهٔ دکترا نایل گردید. پس از آن در لندن اقامت گزید و دیگر به ایران نیامد. او در گورستان پاتنی ویل (Putney Vale Cemetery)، (Block U, Number 28)، به خاک سپرده شده  است.
گلچین از نوجوانی به شاعری پرداخت و کم‌کم اشعارش مورد توجه قرار گرفت و برای اولین بار در ۱۳۰۷ ش در مجلهٔ «ارمغان» به سردبیری وحید دستگردی و بعدها در مجله‌های «روزگار نو»، «فروغ» و مجله سخن انتشار یافت. شعر «باران» او یکی از معروفترین شعرهایی است که قسمت‌هایی از آن در کتاب‌های کودکان به چاپ رسید. او اولین شاعر نوپردازی است که شعرش به کتاب‌های دورهٔ ابتدائی راه یافت.
از آثارش: سه مجموعهٔ شعری، «گلی برای تو»، «مهر و کین»، و «نهفته» یا «نهضت» (در ۱۹۴۸ م در لندن)، و «دیوان» شعر به چاپ رسید.

## نامگذاری خیابان
در ۲۷ آبان ۹۹ خیابان گلچین در محدوده خیابان کلاهدوز بنام گلچین گیلانی تغییر نام یافت.

## یادکرد
1. ↑  «نامگذاری ۱۳ خیابان تهران به نام شاعران/ مخالفت خانواده مرحوم سرحدی‌زاده با نامگذاری یک خیابان به یاد او». خبرگزاری ایلنا. دریافت‌شده در ۲۰۲۱-۰۳-۰۹.